# Bjørk Lange Olsen
Bjørk Lange Olsen (geb. Kristensen; * 11. Mai 1989 in Nuuk) ist ein grönländischer Politiker (Demokraatit).

## Leben
Bjørk Lange Kristensen schloss 2008 das Handelsgymnasium in Qaqortoq ab und studierte anschließend ein Bachelorstudium in Betriebswirtschaftslehre und IT an der Universität Aarhus. Während seines Studiums war er in der grönländischen Studentenorganisation Avalak engagiert, wo er 2014 Vorsitzender wurde. Im selben Jahr schloss er das Bachelorstudium ab und 2016 beendete er ein Kandidatstudium in Betriebswirtschaftslehre an der Universität Aarhus. Anschließend arbeitete er im grönländischen Finanzdepartement. 2017 wurde er Analytiker in der Wirtschaftsabteilung von Mittarfeqarfiit, wechselte aber noch im selben Jahr zu einer Stelle bei Tusass. 2022 wurde er Controller in der Buchhaltung der Grønlandsbanken.
Er kandidierte erstmals bei der Parlamentswahl 2021 für ein politisches Amt und erreichte mit 70 Stimmen den vierten Nachrückerplatz der Demokraatit. Obwohl die Partei nur drei Sitze im Parlament erreichte, gelangte er im April 2023 für die mutterschaftsbeurlaubte Anna Wangenheim ins Inatsisartut, da Malene Vahl Rasmussen, Justus Hansen und Simigaq Heilmann auf den drei Nachrückerplätzen vor ihm verzichteten.
2025 wurde er zum kommissarischen Direktor von Kalaallit Nunaata Radioa ernannt.
Bjørk Lange Kristensen und seine Frau Pipaluk Olsen haben vier Kinder. Er ist in seiner Freizeit als Gewichtheber aktiv. Bei den grönländischen Meisterschaften 2021 erreichte er den ersten Platz in der Gewichtsklasse unter 90 kg. Bei den Meisterschaften 2022 belegte er den dritten Platz in der Gewichtsklasse unter 105 kg.